# Páramos del Esgueva

La comarca de Páramos del Esgueva en vermell

Páramos del Esgueva és una comarca de la província de Valladolid, a la comunitat autònoma de Castella i Lleó. El riu Esgueva marca el territori d'aquesta comarca. Està formada pels municipis d'Amusquillo, Canillas de Esgueva, Castrillo-Tejeriego, Castronuevo de Esgueva, Castroverde de Cerrato, Encinas de Esgueva, Esguevillas de Esgueva, Fombellida, Olivares de Duero, Peñafiel, Olmos de Esgueva, Piña de Esgueva, Renedo de Esgueva, Torre de Esgueva, Tudela de Duero, Villabáñez, Villaco, Villafuerte, Villanueva de los Infantes, Villarmentero de Esgueva, Villavaquerín.